# Tarantula (singolo Mystikal)
Tarantula è un brano del rapper Mystikal, di genere Sothern hip hop, Crunk e Gangsta rap, pubblicato nel 2001 per l'etichetta Jiave Records e prodotto da Scott Storch.
Il singolo ebbe molto successo tanto quanto il precedente Buncin' Back, fu realizzato in collaborazione con il rapper Butch Cassidy che ha cantato tre volte nel ritornello del brano, mentre Mystikal continuava a rappare. Il brano possiede un sound molto diverso da i tre singoli precedenti pubblicati dal rapper, sia di genere che strumentale. Sia il sound che le basi musicali sono state prodotte da Scott Storch che ha creato le strumentali in modo diverso da altri produttori quali i Neptunes. Infatti in questo brano sono maggiormente presenti, sia la tastiera che il violino rispetto alle produzioni di Pharrell e Chad dei Neptunes, che hanno utilizzato sia la batteria che il sassofono in tutti e tre i singoli di Mystikal. Tarantula ha ottenuto comunque molto successo, paragonabile o anche superiore ai tre singoli precedenti. In particolare, Scott Storch per questo brano ha creato una strumentale tipicamente di un sottogenere hip hop chiamato, Gangsta rap, a differenza delle produzioni dei Neptunes, i cui brani sono prodotti sia in stile hardcore che swing jazz.

## Video
Il video collegato al singolo venne girato in molti luoghiː un bosco, una casa, una sala rossa modificata con gli effetti, ed anche un bar di un club. All'inizio del video si può osservare Mystikal mentre parla al cellulare mentre guida un camion. Successivamente la ripresa riprende da un boschetto, dove Mystikal è già pronto a rappare. Poi giunge Butch Cassidy, che,successivamente, canta la sua parte. Nel susseguirsi delle scene troviamo Mystikal a rappare in una casa piena di ragnatele, mentre al termine del brano si vede che si reca in un bar del club scontrandosi con tre persone. Nel corso delle riprese il rapper nel tentativo di spaventarli e grazie ad opportuni effetti cinematografici si sdoppia in tante piccole tarantole inducendoli scappare dal club insieme a tutti gli ospiti di quella serata. Negli ultimi secondi del brano si vede Mystikal da solo in un bar seduto ad un tavolo. Sempre grazie agli effetti cinematografici utilizza la lingua come una lunga ragnatela per afferrare un cocktail situato dalla parte opposta del tavolo.

## Critica
Il singolo ha avuto buone recensioni, piazzandosi al 33º posto della Billboard. Questa posizione Tarantula la detiene per circa due anni, fino a quando non è più avanzato in classifica. Inoltre, nel 2003, ha vinto un Grammy Awards per il miglior video e per la miglior performance con effetti speciali, video che supera anche il video del singolo precedente, Bouncin' Back.